# Giacomo Mancini
Giacomo Mancini (Cosenza, 21 aprile 1916 – Cosenza, 8 aprile 2002) è stato un politico italiano, esponente di primo piano del Partito Socialista Italiano e suo segretario, sindaco di Cosenza e Ministro della Repubblica.

## Biografia
Giacomo Mancini nacque a Cosenza il 21 aprile 1916; era figlio di uno dei fondatori del Partito Socialista Italiano in Calabria, Pietro Mancini, originario di Malito, e di Giuseppina De Matera. Dopo la maturità classica, Mancini conseguì la laurea in giurisprudenza presso l'Università degli studi di Torino nel 1938. Già aviatore della Regia Aeronautica, fu ispirato dagli ideali socialisti del padre e durante la resistenza, in seno ad uno organismo partigiano romano, si occupò dell'attività politica.
In seguito alla fine della seconda guerra mondiale ed in seguito al suo rientro a Cosenza, divenne segretario della federazione locale del PSI fino al 1947 e successivamente consigliere comunale della sua città natale; fu candidato nelle liste del partito alle elezioni politiche del 1948 che videro la vittoria della Democrazia Cristiana, mentre il Fronte Democratico Popolare si stabilizzò su una percentuale del 30,98%, minore della somma dei due partiti prima della tornata elettorale; questa sostanziale subordinazione del PSI rispetto al PCI di Palmiro Togliatti determinò una sostanziale crisi nell'ambito della sinistra. Mancini comunque riuscì ad ottenere 26 000 voti di preferenza, venendo riconfermato nel 1953.
Nel gennaio del 1953 venne eletto segretario regionale del PSI. Nel 1956, all'indomani della repressione sovietica della rivoluzione ungherese, il PSI assunse una nuova linea ideologica, orientata ad una maggiore "autonomia" dal PCI e ad un distacco dalla sfera geopolitica legata al Patto di Varsavia; le due linee si separarono e Giacomo Mancini fu chiamato dal leader Pietro Nenni perché si occupasse dell'organizzazione del PSI.

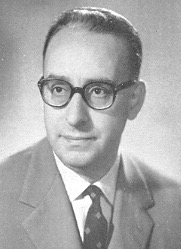
Giacomo Mancini negli anni '60

Autonomista, nenniano, uomo di governo nel centrosinistra, fu Ministro della sanità nel primo governo Moro e Ministro dei Lavori pubblici nel secondo e terzo governo Moro e nel primo governo Rumor, diventando poi Ministro degli Interventi straordinari nel Mezzogiorno nel quinto governo Rumor. Da ministro della Sanità determinò le condizioni per l'introduzione del vaccino antipolio Sabin.
In qualità ministro dei lavori pubblici realizzò l'autostrada Salerno-Reggio Calabria e cercò di contrastare la spirale speculativa, in seguito alla frana avvenuta di Agrigento nel 1966. Consapevole di non disporre di tempi tecnici per poter varare una riforma organica della legge urbanistica del 1942, scrisse un disegno di legge che, facendo da "ponte" all'auspicata riforma urbanistica, introduceva nella normativa in vigore le disposizioni in materia di obbligatorietà del piano urbanistico, oltre che la repressione dell'abusivismo. Fu così che nacque la legge 6 agosto 1967 n. 765, detta "legge-ponte", che fu il risultato della tenacia di Mancini contro le resistenze di numerosi settori della Democrazia Cristiana, coadiuvato dall'allora direttore generale per l'urbanistica Michele Martuscelli, principale ispiratore della nuova normativa. La legge è tuttora in vigore nel 2023.
Tra la fine degli anni cinquanta ed i primi anni sessanta ebbe inizio la lunga contrapposizione politica con Riccardo Misasi, uno dei due esponenti politici di maggior rilievo in Calabria, quest'ultimo appartenente alla sinistra di Base della Democrazia Cristiana. Mancini partecipò alle elezioni politiche del 1968 per la Camera Dei Deputati nella Circoscrizione Calabria e ricevette 109 000 voti di preferenza.
Giacomo Mancini ricoprì successivamente anche l'incarico di vicesegretario nazionale del PSI dal 9 giugno 1969 durante la segreteria di De Martino. Si batté per l'unificazione tra PSI e PSDI, ma quando questo auspicio rapidamente fallì non arrestò la sua corsa e, il 23 aprile del 1970, divenne segretario del partito. Il giornalista Paolo Franchi ha scritto alcuni decenni dopo sul Corriere:
Si batté sempre in primissima linea per i diritti civili ed in particolar modo sostenne attivamente l'istituto giuridico Fortuna-Baslini sul divorzio. Nel luglio del 1976 Mancini fu protagonista nel Comitato centrale del Midas, il quale, dopo la sconfitta elettorale, aveva defenestrato De Martino ed eletto Bettino Craxi: probabilmente Mancini riteneva che sarebbe stato facile guidare Craxi da padre nobile, essendo quest'ultimo ancora quasi sconosciuto alla politica nazionale. Questa decisione, rivelatasi poi sbagliata, fu in tutta evidenza scontata con una rapida emarginazione nel partito.
Durante gli anni di piombo non si associò al fronte della fermezza contro il terrorismo e gli furono rimproverate, in specie dal PCI, debolezze e simpatie personali verso esponenti di primo piano dell'Autonomia Operaia (in particolar modo Franco Piperno). Tali accuse erano in parte fallaci, poiché la sinistra extraparlamentare gli era lontana, ma essendo un socialista libertario non serrò mai il dialogo con questi ultimi. Non riconfermato alle politiche del 1992, rese a Milano in Procura la testimonianza decisiva per impedire a Bettino Craxi di nascondersi dietro il segretario amministrativo nelle inchieste sui finanziamenti illeciti del PSI affermando che la gestione di Vincenzo Balzamo si limitava alla tenuta della cassa, ma che il potere assoluto sulle finanze del partito era del segretario politico.
Nel 1993 venne rieletto sindaco di Cosenza alla testa di alcune liste civiche non collegate ai partiti tradizionali. Fu proprio quell'anno, che prese l'avvio la sua vicenda giudiziaria, quando alcuni pentiti lo accusarono di presunti rapporti con cosche mafiose del reggino e di Cosenza. Mancini respinse sdegnosamente le accuse che gli venivano rivolte, ma il Tribunale di Palmi, il 25 marzo 1996, lo condannò per concorso esterno in associazione mafiosa. Un anno dopo, la Corte d'Appello di Reggio Calabria, il 24 giugno 1997, annullò la sentenza per incompetenza territoriale, rimandando tutti gli atti a Catanzaro. Una prima conclusione della vicenda giudiziaria arrivò il 19 novembre 1999, quando il giudice per l'udienza preliminare, Vincenzo Calderazzo, dichiarò estinto per prescrizione il reato di associazione per delinquere, mentre per quello di concorso esterno in associazione mafiosa, Mancini venne assolto "perché il fatto non sussiste". Il processo d'appello, fissato a fine giugno del 2000, venne rinviato a nuovo ruolo e non ha mai avuto inizio.
Dopo le vicende giudiziarie, Mancini riprese l'attività politica ed amministrativa, dopo un periodo di sospensione dalla carica di sindaco. Ritornò quindi a guidare l'amministrazione comunale cosentina e venne rieletto sindaco al primo turno nel 1997, sostenuto anche dalla coalizione dell'Ulivo. Dopo la dissoluzione del Partito Socialista fonda il PSE-Lista Mancini, che si propone di portare nella politica italiana i valori del socialismo europeo.
Giacomo Mancini ebbe per molti anni come stretto collaboratore politico il professore universitario socialista Antonio Landolfi, divenuto successivamente il suo biografo, il quale, in seguito alla sua scomparsa nel 2002, costituì una fondazione a lui dedicata che guidò fino al 2011, la Fondazione Mancini; questa associazione si prefiggeva l'obiettivo di conservare il patrimonio umano e politico dell'esponente socialista.
Giacomo Mancini è deceduto l'8 aprile del 2002 all'età di 86 anni; i funerali civili furono celebrati presso il palazzo dei Bruzi e videro un'ampia partecipazione popolare; Emanuele Macaluso e Franco Piperno tennero l'orazione funebre, mentre tra gli esponenti di governo era presente il ministro degli Interni Giuseppe Pisanu. Anche suo nipote Giacomo Mancini Junior si occupa di politica a livello nazionale e locale, divenendo l'erede della Lista Mancini, nonché deputato nazionale nella XIV e XV legislatura.

### Procedimenti giudiziari
Il 6 marzo 1993 la Direzione distrettuale antimafia di Catanzaro chiese l'arresto per Giacomo Mancini sulla base delle dichiarazioni di due pentiti con l'accusa di millantato credito e voto di scambio con la cosca Iamonte. Dopo aver vinto le elezioni in autunno venne sospeso a causa del rinvio a giudizio che il GUP aveva intanto deciso. Il processo iniziò nel marzo del 1995 a Palmi e vedrà testimoni a favore di Mancini anche l'ex Presidente della Repubblica Francesco Cossiga e il giudice Agostino Cordova.
Nello stesso anno il collaboratore di giustizia Franco Pino si aggiunse a Francesco Staffa e Michele Ierardo che accusarono Giacomo Mancini di aver avuto rapporti con la 'ndrangheta cosentina; Pino sostenne che tra lui e Mancini ci sarebbe stato uno scambio di favori senza però essersi mai incontrati di persona ma tramite amministratori locali che facevano da intermediari.
Sulla base delle sue dichiarazioni, a inizio novembre scattò un'operazione congiunta di Polizia e Carabinieri che portò all'arresto dell'avvocato Antonio Cersosimo e di Antonio Tursi Prato, ex consigliere regionale socialista che avrebbe fatto da intermediario con Mancini per il quale tuttavia il GIP Durante non firmò l'ordine di custodia cautelare; sotto inchiesta finirono anche i parlamentari Vittorio Sgarbi e Tiziana Maiolo. Secondo la Procura, Pino raccoglieva voti per Tursi Prato, per Giacomo Mancini e per suo figlio Pietro ricevendo in cambio benefici vari tra cui l'assunzione di propri parenti e amici all'USL e al Comune.
Nel febbraio del 1997, nel corso del processo Garden, Pino denunciò l'esistenza di un piano finalizzato a delegittimare il PM Tocci, una strategia dietro alla quale ci sarebbe stato un ufficiale dei Carabinieri, avvocati e politici come Giacomo Mancini il quale rispose subito con una denuncia nei suoi confronti per calunnia. Ad aprile il sostituto procuratore distrettuale di Catanzaro Stefano Tocci chiese l'archiviazione dell'accusa di voto di scambio per i due Mancini e per l'avvocato Cersosimo. Due mesi dopo si chiuse poi il processo Garden con 4 ergastoli, 68 condanne e 50 assoluzioni.
Nel giugno 1997 in Appello la sentenza di condanna di Palmi fu annullata (poté così ritornare a fare il sindaco e venne rieletto) e il procedimento fu trasferito al Tribunale di Catanzaro per competenza territoriale dove fu di nuovo rinviato a giudizio nell'ottobre del 1998.
Nel febbraio del 1999 Mancini espresse "profondo turbamento per le accuse di eccezionale gravità pronunciate dal pentito Franco Pino", nell'ambito del processo per l'omicidio Chiappetta. Per segnalare la "gravità" del caso l'ex leader del Psi si rivolse al presidente della Corte d'Assise cosentina preannunciando che si sarebbe rivolto anche al governo, al Csm, alle Procure generali di Catanzaro e all'Antimafia, ai partiti, ai direttori dei giornali e al Consiglio comunale. A novembre Mancini verrà assolto con rito abbreviato con formula piena dal GUP "perché il fatto non sussiste" mentre l'associazione a delinquere semplice cadrà in prescrizione.

## Filmografia
- 1992, regia di Giuseppe Gagliardi - Serie TV con Pietro Biondi nei panni di Giacomo Mancini (2015)